# Thomas Meadowcroft
Thomas Meadowcroft (* 28. August 1972 in Canberra) ist ein australischer Komponist, der seit 1998 in Berlin lebt.

## Leben und Schaffen
Meadowcroft wuchs in Toowoomba, Australien auf. Er erhielt von 1994 bis 1998 Kompositionsunterricht bei George Crumb an der University of Pennsylvania und bei Brian Ferneyhough an der University of California, San Diego. Konzerte und Aufführungen unter anderem zusammen mit Alex Waterman, BBC Symphony Orchestra, Christian Dierstein, ensemble recherche, Les Percussions de Strasbourg, Speak Percussion (Melbourne), SWR Vokalensemble Stuttgart, SWR Sinfonieorchester, Third Coast Percussion (Chicago) und Yarn/Wire (NYC).
2013 und 2016 machte Meadowcroft Hörstücke über Aspekte australischer Regionalkultur für Deutschlandradio Kultur und die Australian Broadcasting Corporation.
2015 verfertigte er die Orchestrierung und Arrangements für die Oper Von einem der auszog, weil er sich die Miete nicht mehr leisten konnte (von René Pollesch und Dirk von Lowtzow), die an der Volksbühne Berlin uraufgeführt wurde.  

## Auszeichnungen
- 2005: Stipendium der Cité Internationale des Arts in Paris
- 2005: Stipendium der Villa Aurora in Los Angeles
- 2007: Stipendium der Peggy Glanville-Hicks House in Sydney

## Werke (Auswahl)
- The News In Music (Tabloid Lament), für Orchester (2017)
- Moving Homes, Hörstuck (2016)
- Medieval Rococo, für Ensemble (2016)
- Eremozoic Age Lovers, für Chor und Farfisa Orgel, mit Texten von Edward O. Wilson (2014)
- Song Buslines, Hörstuck (2013)
- Walkman Antiquarian, für Klavier, Sampler und Schlagzeug (2013)
- Peacemaker Tattoo, für Orchester und Revox-Tonbandgerät (2011)
- The Great Knot, für Schlagzeug Trio (2011)
- Ezra Jack Plot, für Ensemble und Videostills von The Snowy Day von Ezra Jack Keats (2007)
- Pretty Lightweight, für Flöte, Bratsche, Violoncello und Lachkonserve (2001)
- Home Organs, für Schlagzeug Sextett (2000)